# Astragalus touranicus
Astragalus touranicus là một loài thực vật có hoa trong họ Đậu. Loài này được Freitag & Podlech miêu tả khoa học đầu tiên.